# Lijst van brutoformules C03
Dit lemma is een onderdeel van de lijst van brutoformules met drie koolstofatomen.

## C3H0
| Brutoformule                        | Naam                                                                                                 |
| ----------------------------------- | --- |
| {\displaystyle {\ce {C3Al4}}}       | Bastnäsiet {\displaystyle {\ce {Al4C3}}} ~ als carbide                                               |
| {\displaystyle {\ce {C3CeF3LaO9Y}}} | Bastnäsiet ~ Formule: {\displaystyle {\ce {(LaCeY)(CO3)3F3}}}                                        |
| {\displaystyle {\ce {C3Cl2N3NaO3}}} | Natriumdichloorisocyanuraat                                                                          |
| {\displaystyle {\ce {C3Cl3N3}}}     | Cyanuurchloride                                                                                      |
| {\displaystyle {\ce {C3Cl3N3O3}}}   | Trichloorisocyanuurzuur                                                                              |
| {\displaystyle {\ce {C3Cl6O3}}}     | Trifosgeen                                                                                           |
| {\displaystyle {\ce {C3D6O}}}       | Gedeutereerd aceton                                                                                  |
| {\displaystyle {\ce {C3D7NO}}}      | Gedeutereerd dimethylformamide                                                                       |
| {\displaystyle {\ce {C3F6}}}        | Perfluorpropeen ~ IUPAC: 1,1,2,3,3,3-hexafluorpropeen ~ in bereiding 1,1,1,2,3,3,3-heptafluorpropaan |
| {\displaystyle {\ce {C3F6O}}}       | Hexafluoraceton                                                                                      |
| {\displaystyle {\ce {C3F6O}}}       | Hexafluorpropeenoxide                                                                                |
| {\displaystyle {\ce {C3Fe2O9}}}     | IJzer(III)carbonaat {\displaystyle {\ce {Fe2(CO3)3}}}                                                |
| {\displaystyle {\ce {C3La2O9}}}     | Lanthaan(III)carbonaat ~Formule: {\displaystyle {\ce {La2(CO3)3}}}                                   |
| {\displaystyle {\ce {C3Li2O3}}}     | Lithiumdeltaat {\displaystyle {\ce {Li2(C3O3)}}} ~ als Deltaat                                       |
| {\displaystyle {\ce {C3Li4}}}       | Lithiumsesquicarbide ~ als carbide                                                                   |
| {\displaystyle {\ce {C3K2O3}}}      | Kaliumdeltaat {\displaystyle {\ce {K2(C3O3)}}} ~ als Deltaat                                         |
| {\displaystyle {\ce {C3N2O}}}       | Carbonyldicyanide                                                                                    |
| {\displaystyle {\ce {C3Na2O5}}}     | Natriummesoxalaat {\displaystyle {\ce {Na2(O-(C=O)3-O)}}} ~ als mesoxalaat                           |
| {\displaystyle {\ce {C3O2}}}        | Koolstofsuboxide                                                                                     |
| {\displaystyle {\ce {C3O3}}}        | Cyclopropaantrion                                                                                    |
| {\displaystyle {\ce {C3O3}}}        | Deltaat {\displaystyle {\ce {C3O3^{2-}}}} ~ als anion va Deltazuur                                   |

## C3H1
| Brutoformule                   | Naam                                                                      |
| ------------------------------ | ------------------------------------------------------------------------- |
| {\displaystyle {\ce {C3HF5}}}  | 1,2,3,3,3-pentafluorpropeen                                               |
| {\displaystyle {\ce {C3HF5}}}  | E-1,2,3,3,3-pentafluorpropeen                                             |
| {\displaystyle {\ce {C3HF5}}}  | Z-1,2,3,3,3-pentafluorpropeen                                             |
| {\displaystyle {\ce {C3H2F6}}} | 1,1,1,2,2,3-hexafluorpropaan ~ Uitgangsstof voor pentafluorpropeen        |
| {\displaystyle {\ce {C3H2F6}}} | 1,1,1,2,3,3-hexafluorpropaan ~ Uitgangsstof voor pentafluorpropeen        |
| {\displaystyle {\ce {C3HF7}}}  | 1,1,1,2,3,3,3-heptafluorpropaan ~ Ook wel: R-227ea, HFC-227ea ~ als freon |
| {\displaystyle {\ce {C3HN}}}   | Cyanoacetyleen ~ Ook wel: propynnitril                                    |

## C3H2
| Brutoformule                       | Naam |
| ---------------------------------- | --- |
| {\displaystyle {\ce {C3H2ClF5O}}}  | Enfluraan ~ IUPAC: 2-chloor-1-(difluormethoxy)-1,1,2-trifluor-ethaan                                           |
| {\displaystyle {\ce {C3H2ClF5O}}}  | Isofluraan ~ IUPAC: 2-chloor-2-(difluormethoxy)-1,1,1-trifluorethaan                                           |
| {\displaystyle {\ce {C3H2F4}}}     | 2,3,3,3-tetrafluorprop-1-een ~ Ook wel: HFO-1234yf                                                             |
| {\displaystyle {\ce {C3H2F4}}}     | 1,3,3,3-Tetrafluorprop-1-een ~ Ook wel: HFO-1234ze                                                             |
| {\displaystyle {\ce {C3H2F6O}}}    | Desfluraan |
| {\displaystyle {\ce {C3H2NS}}}     | thiazool-2-ylideen- ~ als Stabiel carbeen                                                                      |
| {\displaystyle {\ce {C3H2N2}}}     | Propaandinitril                                                                                                |
| {\displaystyle {\ce {C3H2N2O3}}}   | Parabaanzuur ~IUPAC: imidazolidine-2,4,5-trion                                                                 |
| {\displaystyle {\ce {C3H2N2S2}}}   | Methyleendithiocyanaat                                                                                         |
| {\displaystyle {\ce {C3H2Na2O4}}}  | Natriummalonaat ~ Formule: Na2C3H2O4 ~ Ook wel: dinatriummalonaat                                              |
| {\displaystyle {\ce {C3H2O3}}}     | Deltazuur {\displaystyle {\ce {H2(C3O3)}}}                                                                     |
| {\displaystyle {\ce {C3H2O3}}}     | Vinyleencarbonaat                                                                                              |
| {\displaystyle {\ce {C3H2O5}}}     | Mesoxaalzuur {\displaystyle {\ce {HO-(CO)3-OH}}}; Oxomalonzuur, ketomalonzuur                                  |
| {\displaystyle {\ce {C3H2O12Pb5}}} | Plumbonacriet ~ Formule: {\displaystyle {\ce {Pb5(CO3)3O(OH)2}}} of {\displaystyle {\ce {3PbCO3.Pb(OH)2.PbO}}} |

## C3H3
| Brutoformule                     | Naam |
| -------------------------------- | --- |
| {\displaystyle {\ce {C3H3AlO6}}} | Aluminiumformiaat {\displaystyle {\ce {Al(HCOO)3}}} ~ in vegrelijking met Aluminiumtriacetaat                                                    |
| {\displaystyle {\ce {C3H3Br3O}}} | 1,1,1-tribroomaceton ~ uit broomaceton |
| {\displaystyle {\ce {C3H3Cl}}}   | Propargylchloride ~ Formule: HC≡C-CH2Cl ~ IUPAC: 3-chloorpropyn                                                                                  |
| {\displaystyle {\ce {C3H3Cl3}}}  | 1,2,3-trichloorpropeen ~ uit 2-chloorpropeen |
| {\displaystyle {\ce {C3H3Li}}}   | Propynyllithium ~ uit propyn |
| {\displaystyle {\ce {C3H3N}}}    | Azeet |
| {\displaystyle {\ce {C3H3N}}}    | Acrylonitril Ook wel: acrylnitriel, 2-propeennitril, vinylcyanide ~ reactie met benzylalcohol, polymeer van ~: acrylvezel, nitrilbutadieenrubber |
| {\displaystyle {\ce {C3H3NO}}}   | Isoxazool ~ als azool |
| {\displaystyle {\ce {C3H3NO}}}   | Oxazool ~ als azool |
| {\displaystyle {\ce {C3H3NOS2}}} | Rhodanine |
| {\displaystyle {\ce {C3H3NO2}}}  | Methylcyanoformiaat ~ Ook wel: Zyklon A ~ in acylering van enolaten                                                                              |
| {\displaystyle {\ce {C3H3NO2}}}  | Cyanoazijnzuur |
| {\displaystyle {\ce {C3H3NS}}}   | Isothiazool ~ als azool ~ IUPAC: 1,2-thiazool |
| {\displaystyle {\ce {C3H3NS}}}   | Thiazool ~ IUPAC: 1,3-thiazool ~ als azool |
| {\displaystyle {\ce {C3H3NSe}}}  | 1,2-Selenazool ~ als selenazool |
| {\displaystyle {\ce {C3H3NSe}}}  | 1,3-Selenazool ~ als selenazool |
| {\displaystyle {\ce {C3H3N3}}}   | 1,2,3-triazine ~ als Azine; Triazine |
| {\displaystyle {\ce {C3H3N3}}}   | 1,2,4-triazine ~ als Azine; Triazine |
| {\displaystyle {\ce {C3H3N3}}}   | 1,3,5-triazine ~ als Azine; Triazine |
| {\displaystyle {\ce {C3H3N3O3}}} | Cyanuurzuur |
| {\displaystyle {\ce {C3H3O2}}}   | Acrylaat {\displaystyle {\ce {CH2=CHCOO^{-}}}}                                                                                                   |

## C3H4
| Brutoformule                            | Naam                                                                                          |
| --------------------------------------- | --------------------------------------------------------------------------------------------- |
| {\displaystyle {\ce {C3H4}}}            | Cyclopropeen                                                                                  |
| {\displaystyle {\ce {C3H4}}}            | Propadieen ~ Ook wel: alleen, dimethyleenmethaan                                              |
| {\displaystyle {\ce {C3H4}}}            | Propyn                                                                                        |
| {\displaystyle {\ce {C3H4Br2O}}}        | 1,1-Dibroomaceton ~ uit broomaceton                                                           |
| {\displaystyle {\ce {C3H4Cl2}}}         | 1,3-Dichloorpropeen                                                                           |
| {\displaystyle {\ce {C3H4N2}}}          | dihydroimidazool-2-ylideen ~ als Stabiel carbeen                                              |
| {\displaystyle {\ce {C3H4N2}}}          | Imidazool 1,3-Diazool ~ als Azool                                                             |
| {\displaystyle {\ce {C3H4N2}}}          | Pyrazool 1,2-Diazool ~ als Azool                                                              |
| {\displaystyle {\ce {C3H4N2O}}}         | 3- of 5-Pyrazolon                                                                             |
| {\displaystyle {\ce {C3H4N2S}}}         | 2-Aminothiazool                                                                               |
| {\displaystyle {\ce {C3H4O}}}           | Acroleïne                                                                                     |
| {\displaystyle {\ce {C3H4O}}}           | 2-Propyn-1-ol                                                                                 |
| {\displaystyle {\ce {C3H4O2}}}          | Acrylzuur ~ IUPAC: propeenzuur ~ Ook wel: vinylzuur                                           |
| {\displaystyle {\ce {C3H4O2}}}-polymeer | Polyacrylzuur                                                                                 |
| {\displaystyle {\ce {C3H4O2}}}          | 1,3-Propiolacton Ook wel: β-propiolacton of 2-oxetanon                                        |
| {\displaystyle {\ce {C3H4O2}}}          | Glycidylaldehyde                                                                              |
| {\displaystyle {\ce {C3H4O2}}}          | Methylglyoxaal                                                                                |
| {\displaystyle {\ce {C3H4O2}}}          | 3-Oxetanon                                                                                    |
| {\displaystyle {\ce {C3H4O3}}}          | Ethyleencarbonaat ~ Ook wel: etheencarbonaat ~ in synthese thiiraan                           |
| {\displaystyle {\ce {C3H4O3}}}          | Formylazijnzuur ~ in synthese 2-Pyron                                                         |
| {\displaystyle {\ce {C3H4O3}}}          | 3-Hydroxypropeenzuur, enolvorm van formylazijnzuur ~ in synthese 2-Pyron                      |
| {\displaystyle {\ce {C3H4O3}}}          | Pyrodruivenzuur IUPAC: 2-oxopropaanzuur Ook wel: 2-ketopropaanzuur ~ biosynthese uit melkzuur |
| {\displaystyle {\ce {C3H4O4}}}          | Malonzuur IUPAC: propaandizuur ~ als dicarbonzuur                                             |

## C3H5
| Brutoformule                      | Naam |
| --------------------------------- | --- |
| {\displaystyle {\ce {C3H5}}}      | Allylgroep |
| {\displaystyle {\ce {C3H5Br}}}    | Allylbromide ~ IUPAC: 3-broompropeen ~ in synthese propadieen |
| {\displaystyle {\ce {C3H5BrMg}}}  | Allylmagnesiumbromide ~ Formule: (CH2=CH-CH2)MgBr |
| {\displaystyle {\ce {C3H5Br2Cl}}} | 1,2-dibroom-3-chloorpropaan ~ International Chemical Safety Card: 0002                                                                                                |
| {\displaystyle {\ce {C3H5Br3}}}   | 1,2,3-tribroompropaan ~ in synthese propadieen |
| {\displaystyle {\ce {C3H5Cl}}}    | Allylchloride ~ IUPAC: 3-chloorpropeen ~ International Chemical Safety Card: 0010 ~ in bereiding epichloorhydrine                                                     |
| {\displaystyle {\ce {C3H5Cl}}}    | 1-chloorpropeen ~ isomeer van 2-chloorpropeen |
| {\displaystyle {\ce {C3H5Cl}}}    | 2-chloorpropeen ~ in bereiding 1,1,1,3,3-pentachloorbutaan, 1,1,1,3,3-pentafluorbutaan                                                                                |
| {\displaystyle {\ce {C3H5ClO}}}   | propionylchloride |
| {\displaystyle {\ce {C3H5Cl3}}}   | trichloorpropaan (isomeren): 1,2,3-trichloorpropaan |
| {\displaystyle {\ce {C3H5BrO}}}   | Broomaceton |
| {\displaystyle {\ce {C3H5ClO}}}   | Chlooraceton |
| {\displaystyle {\ce {C3H5ClO}}}   | Epichloorhydrine ~ IUPAC: 2-(chloormethyl)oxiraan ~ Ook wel: 1-chloor-2,3-epoxypropaan, glycydylchloride ~ bereiding uit allylchloride ~ uitgangsstof voor: glycerine |
| {\displaystyle {\ce {C3H5ClO2}}}  | Ethylchloorformiaat |
| {\displaystyle {\ce {C3H5KO2}}}   | kaliumpropionaat ~ als E283 |
| {\displaystyle {\ce {C3H5N}}}     | Propaannitril ~ Ook wel: propionitril |
| {\displaystyle {\ce {C3H5NO}}}    | Acrylamide |
| {\displaystyle {\ce {C3H5NO}}}    | Ethyleencyaanhydrine ~ Ook wel: 3-hydroxypropaanitril, 2-cyaanethanol, methanolacetonitril, hydracrylzuurnitril, β-hydroxypropionitril, ECH                           |
| {\displaystyle {\ce {C3H5NO}}}    | Oxazoline |
| {\displaystyle {\ce {C3H5NO2}}}   | Dehydroalanine |
| {\displaystyle {\ce {C3H5NS}}}    | Thiazoline |
| {\displaystyle {\ce {C3H5N3O9}}}  | Nitroglycerine ~ IUPAC: 1,2,3-propaantrioltrinitraat ~ Ook wel: glyceryltrinitraat                                                                                    |
| {\displaystyle {\ce {C3H5NaO2}}}  | natriumpropionaat ~ als propionaat, E281 |
| {\displaystyle {\ce {C3H5NaO3}}}  | natriumlactaat |

## C3H6
| Brutoformule                      | Naam                                                                                       |
| --------------------------------- | ------------------------------------------------------------------------------------------ |
| {\displaystyle {\ce {C3H6}}}      | Cyclopropaan ~ als cycloalkaan ~ in bereiding polypropeen                                  |
| {\displaystyle {\ce {C3H6}}}      | Propeen ~ Ook wel: propyleen ~ in bereiding allylchloride                                  |
| {\displaystyle {\ce {C3H6}}}      | Polymeren Polypropeen Ook wel: PP                                                          |
| {\displaystyle {\ce {C3H6As4O3}}} | Arsenicine A                                                                               |
| {\displaystyle {\ce {C3H6BrCl}}}  | 2-broom-1-chloorpropaan                                                                    |
| {\displaystyle {\ce {C3H6BrNO4}}} | Bronopol ~ IUPAC: 2-broom-2-nitro-1,3-propaandiol                                          |
| {\displaystyle {\ce {C3H6Br2}}}   | 1,1-dibroompropaan                                                                         |
| {\displaystyle {\ce {C3H6Br2}}}   | 1,2-dibroompropaan                                                                         |
| {\displaystyle {\ce {C3H6Br2}}}   | 1,3-dibroompropaan ~ in synthese glutaarzuur                                               |
| {\displaystyle {\ce {C3H6Br2}}}   | 2,2-dibroompropaan                                                                         |
| {\displaystyle {\ce {C3H6ClNO2}}} | 2-amino-3-chloorpropaanzuur ~ ook wel: β-chlooralanine in de synthese van lanthionine      |
| {\displaystyle {\ce {C3H6Cl2}}}   | 1,1-dichloorpropaan                                                                        |
| {\displaystyle {\ce {C3H6Cl2}}}   | 1,2-dichloorpropaan                                                                        |
| {\displaystyle {\ce {C3H6Cl2}}}   | 1,3-dichloorpropaan                                                                        |
| {\displaystyle {\ce {C3H6Cl2}}}   | 2,2-dichloorpropaan                                                                        |
| {\displaystyle {\ce {C3H6I2O}}}   | 1,3-di-jood-2-propanol                                                                     |
| {\displaystyle {\ce {C3H6N2}}}    | Imidazoline                                                                                |
| {\displaystyle {\ce {C3H6N6}}}    | Melamine ~ uit cyaanamide                                                                  |
| {\displaystyle {\ce {C3H6N6O6}}}  | Cyclotrimethyleentrinitramine ~ Ook wel: cycloniet, hexogeen, RDX                          |
| {\displaystyle {\ce {C3H6NOCl}}}  | Dimethylcarbamoylchloride                                                                  |
| {\displaystyle {\ce {C3H6O}}}     | Aceton ~ IUPAC: propanon ~ synoniemen: dimethylketon, DMK ~ in de Oppenauer-oxidatie       |
| {\displaystyle {\ce {C3 ^2H6O}}}  | Gedeutereerd aceton                                                                        |
| {\displaystyle {\ce {C3H6O}}}     | Allylalcohol                                                                               |
| {\displaystyle {\ce {C3H6O}}}     | Cyclopropanol ~ ringspanning vergeleken met cyclopropaan ~ in Favorskii-omlegging          |
| {\displaystyle {\ce {C3H6O}}}     | Methylvinylether                                                                           |
| {\displaystyle {\ce {C3H6O}}}     | Oxetaan                                                                                    |
| {\displaystyle {\ce {C3H6O}}}     | Propanal                                                                                   |
| {\displaystyle {\ce {C3H6O}}}     | Propeenoxide ~ in synthese propanal ~ IUPAC: epoxypropaan ~ of methyloxiraan               |
| {\displaystyle {\ce {C3H6O2}}}    | 1,1-cyclopropaandiol ~ ringspanning vergeleken met cyclopropaan                            |
| {\displaystyle {\ce {C3H6O2}}}    | 1,3-Dioxolaan                                                                              |
| {\displaystyle {\ce {C3H6O2}}}    | Glycidol ~ IUPAC: oxiranmethanol ~Ook wel: 3-hydroxypropyleenoxide; 2,3-epoxypropan-1-ol   |
| {\displaystyle {\ce {C3H6O2}}}    | Ethylformiaat                                                                              |
| {\displaystyle {\ce {C3H6O2}}}    | Methylacetaat ~ Ook wel: methylester van azijnzuur                                         |
| {\displaystyle {\ce {C3H6O2}}}    | Propaanzuur ~ Ook wel: E280                                                                |
| {\displaystyle {\ce {C3H6O2S}}}   | Methylvinylsulfon                                                                          |
| {\displaystyle {\ce {C3H6O3}}}    | Dihydroxyaceton ~ in de Lobry-de-Bruyn-van-Ekenstein-transformatie, triosefosfaatisomerase |
| {\displaystyle {\ce {C3H6O3}}}    | Dimethylcarbonaat                                                                          |
| {\displaystyle {\ce {C3H6O3}}}    | Glyceraldehyde ~ in de Lobry-de-Bruyn-van-Ekenstein-transformatie, triosefosfaatisomerase  |
| {\displaystyle {\ce {C3H6O3S}}}   | 1,3-propaansulton ~ IUPAC: sulton van 3-hydroxyprpaansulfonzuur                            |
| {\displaystyle {\ce {C3H6O3}}}    | Glycerose ~ in de Lobry-de-Bruyn-van-Ekenstein-transformatie                               |
| {\displaystyle {\ce {C3H6O3}}}    | Melkzuur ~ IUPAC: 2-hydroxypropaanzuur ~ Ook wel: E270, waterstoflactaat ~ lactaat         |
| {\displaystyle {\ce {C3H6O3}}}    | 3-Hydroxypropaanzuur ~ uit 1,3-propiolacton                                                |
| {\displaystyle {\ce {C3H6O3}}}    | Trioxaan (1,3,5-trioxaan)                                                                  |
| {\displaystyle {\ce {C3H6S}}}     | Thietaan ~ Ook wel: thiacyclobutaan                                                        |

## C3H7
| Brutoformule                      | Naam                                                                                                   |
| --------------------------------- | --- |
| {\displaystyle {\ce {C3H7Br}}}    | 1-broompropaan                                                                                         |
| {\displaystyle {\ce {C3H7Br}}}    | 2-broompropaan                                                                                         |
| {\displaystyle {\ce {C3H7Cl}}}    | 1-chloorpropaan ~ Ook wel: n-propylchloride                                                            |
| {\displaystyle {\ce {C3H7Cl}}}    | 2-chloorpropaan ~ Ook wel: i-propylchloride                                                            |
| {\displaystyle {\ce {C3H7ClO2}}}  | 3-chloorpropaan-1,2-diol                                                                               |
| {\displaystyle {\ce {C3H7I}}}     | 2-joodpropaan ~ Ook wel: n-propyljodide                                                                |
| {\displaystyle {\ce {C3H7I}}}     | 2-joodpropaan ~ Ook wel: i-propyljodide                                                                |
| {\displaystyle {\ce {C3H7N}}}     | Allylamine                                                                                             |
| {\displaystyle {\ce {C3H7N}}}     | Azetidine                                                                                              |
| {\displaystyle {\ce {C3H7N}}}     | Isobutyronitril                                                                                        |
| {\displaystyle {\ce {C3H7N}}}     | Propyleenimine                                                                                         |
| {\displaystyle {\ce {C3H7NO}}}    | Dimethylformamide ~ IUPAC: N,N-dimethylformamide ~ Ook wel: DMF ~ als aprotisch oplosmiddel            |
| {\displaystyle {\ce {C3 ^2H7NO}}} | Gedeutereerd dimethylformamide                                                                         |
| {\displaystyle {\ce {C3H7NO}}}    | Oxazolidine                                                                                            |
| {\displaystyle {\ce {C3H7NO2}}}   | Alanine ~ IUPAC: 2-aminopropaanzuur ~ Ook wel: α-aminopropaanzuur                                      |
| {\displaystyle {\ce {C3H7NO2}}}   | β-Alanine ~ IUPAC: 3-aminopropaanzuur ~ Ook wel: β-aminopropaanzuur                                    |
| {\displaystyle {\ce {C3H7NO2}}}   | Ethylcarbamaat ~ Ook wel: urethaan ~ als carbamaat                                                     |
| {\displaystyle {\ce {C3H7NO2}}}   | 1-Nitropropaan                                                                                         |
| {\displaystyle {\ce {C3H7NO2}}}   | 2-Nitropropaan                                                                                         |
| {\displaystyle {\ce {C3H7NO2}}}   | Sarcosine                                                                                              |
| {\displaystyle {\ce {C3H7NO2S}}}  | Cysteïne ~ IUPAC: 2-amino-3-sulfanylpropaanzuur ~ in behandeling homocystinurie                        |
| {\displaystyle {\ce {C3H7NO2Se}}} | Selenocysteïne                                                                                         |
| {\displaystyle {\ce {C3H7NO3}}}   | Serine ~ triviale naam voor: 2-amino-3-hydroxypropaanzuur ~ in biosynthse nisine ~ in fosfatidylserine |
| {\displaystyle {\ce {C3H7NO3}}}   | n-propylnitraat                                                                                        |
| {\displaystyle {\ce {C3H7NO3}}}   | isopropylnitraat                                                                                       |
| {\displaystyle {\ce {C3H7NS}}}    | Thiazolidine                                                                                           |
| {\displaystyle {\ce {C3H7N3O2}}}  | Guanidinoazijnzuur ~ Ook wel: glycocyamine; guanidinoacetaat                                           |
| {\displaystyle {\ce {C3H7OCl}}}   | Chloormethoxyethaan                                                                                    |

## C3H8
| Brutoformule                      | Naam                                                                          |
| --------------------------------- | ----------------------------------------------------------------------------- |
| {\displaystyle {\ce {C3H8}}}      | Propaan                                                                       |
| {\displaystyle {\ce {C3H8IN}}}    | Eschenmoserzout ~ Formule: [(CH3)2N=CH2]+ I −                                 |
| {\displaystyle {\ce {C3H8NO5P}}}  | Glyfosaat ~ IUPAC: N-(phosphonomethyl)glycine                                 |
| {\displaystyle {\ce {C3H8N2}}}    | Imidazolidine ~ Ook wel: 1,3-diazacyclopentaan                                |
| {\displaystyle {\ce {C3H8N2}}}    | Pyrazolidine ~ Ook wel: 1,2-diazacyclopentaan                                 |
| {\displaystyle {\ce {C3H8N2O}}}   | N,N '-Dimethylureum ~ IUPAC: 1,3-dimethylureum                                |
| {\displaystyle {\ce {C3H8NO6P}}}  | Fosfoserine                                                                   |
| {\displaystyle {\ce {C3H8Na2O7}}} | Dinatriummalonaattrihydraat ~ Formule: Na2C3H2O4.3H2O ~ als dinatriummalonaat |
| {\displaystyle {\ce {C3H8O}}}     | 1-propanol ~ Ook wel: n-propanol ~ in synthese propanal                       |
| {\displaystyle {\ce {C3H8O}}}     | 2-propanol ~ ook wel: Isopropanol, i-propanol, Isopropyl alcohol              |
| {\displaystyle {\ce {C3H8OS2}}}   | Dimercaprol                                                                   |
| {\displaystyle {\ce {C3H8O2}}}    | Dimethoxymethaan                                                              |
| {\displaystyle {\ce {C3H8O2}}}    | 2-methoxyethanol ~ in vergelijking met 2-butoxyethanol, glycol                |
| {\displaystyle {\ce {C3H8O2}}}    | Propaan-1,2-diol ~ ook wel: E1520                                             |
| {\displaystyle {\ce {C3H8O2}}}    | Propaan-1,3-diol ~ ook wel: trimethyleenglycol, propyleenglycol               |
| {\displaystyle {\ce {C3H8O2S}}}   | 3-mercaptopropaan-1,2-diol                                                    |
| {\displaystyle {\ce {C3H8O3}}}    | Glycerol ~ in biologische vetten, kamferspiritus                              |
| {\displaystyle {\ce {C3H8S}}}     | 1-propaanthiol                                                                |

## C3H9
| Brutoformule                      | Naam |
| --------------------------------- | --- |
| {\displaystyle {\ce {C3H9Al}}}    | trimethylaluminium ~ Formule: {\displaystyle {\ce {Al(CH3)3}}} ~ reactie met wolfraam(VI)chloride ~ in Tebbe's reagens |
| {\displaystyle {\ce {C3H9As}}}    | trimethylarsine ~ in synthese pentamethylarseen                                                                        |
| {\displaystyle {\ce {C3H9AsCl2}}} | trimethylarsinedichloride ~ in synthese pentamethylarseen                                                              |
| {\displaystyle {\ce {C3H9AsO}}}   | trimethylarseenoxide ~ reactieproduct van pentamethylarseen en water                                                   |
| {\displaystyle {\ce {C3H9BF4O}}}  | Trimethyloxoniumtetrafluorboraat {\displaystyle {\ce {[(CH3)3O][BF4]}}}                                                |
| {\displaystyle {\ce {C3H9BO3}}}   | Trimethylboraat ~ formule: {\displaystyle {\ce {B(OCH3)3}}}                                                            |
| {\displaystyle {\ce {C3H9Bi}}}    | trimethylbismutine ~ Formule: {\displaystyle {\ce {(CH3)3Bi}}} ~ in bereiding bismutine                                |
| {\displaystyle {\ce {C3H9BrSi}}}  | Trimethylbroomsilaan ~ uit trimethylchloorsilaan                                                                       |
| {\displaystyle {\ce {C3H9ClSi}}}  | Trimethylchloorsilaan                                                                                                  |
| {\displaystyle {\ce {C3H9FSi}}}   | Trimethyljoodsilaan ~ uit trimethylchloorsilaan                                                                        |
| {\displaystyle {\ce {C3H9IS}}}    | Trimethylsulfoniumjodide {\displaystyle {\ce {[(CH3)3S]I}}} ~ als Sulfoniumverbinding                                  |
| {\displaystyle {\ce {C3H9In}}}    | Trimethylindium ~ reactie met Pentamethylarseen ~ uit Indium(III)chloride                                              |
| {\displaystyle {\ce {C3H9N}}}     | 2-propylamine |
| {\displaystyle {\ce {C3H9N3Si}}}  | Trimethylsilylazide ~ uit trimethylchloorsilaan                                                                        |
| {\displaystyle {\ce {C3H9N}}}     | Propylamine ~ Formule: {\displaystyle {\ce {CH3(CH2)2NH2}}}                                                            |
| {\displaystyle {\ce {C3H9N}}}     | Trimethylamine ~ Formule: {\displaystyle {\ce {N(CH3)3}}} ~ Ook wel: (dimethylamino)methaan                            |
| {\displaystyle {\ce {C3H9NO}}}    | 3-amino-1-propanol ~ in synthese cyclofosfamide                                                                        |
| {\displaystyle {\ce {C3H9NO}}}    | Isopropanolamine ~ Ook wel: 1-amino-2-propanol                                                                         |
| {\displaystyle {\ce {C3H9NO2}}}   | 2-amino-1,3-propaandiol ~ Ook: serinol                                                                                 |
| {\displaystyle {\ce {C3H9OP}}}    | Trimethylfosfineoxide ~ Formule: {\displaystyle {\ce {O=P(CH3)3}}} ~ als oxidatieproduct van Trimethylfosfaan          |
| {\displaystyle {\ce {C3H9O3P}}}   | Dimethylmethylfosfonaat ~ IUPAC: dimethylmethaanfosfonaat                                                              |
| {\displaystyle {\ce {C3H9O3P}}}   | Dimethylmethylfosfonaat {\displaystyle {\ce {CH3P(O)(OCH3)2}}}                                                         |
| {\displaystyle {\ce {C3H9O3P}}}   | Trimethylfosfiet {\displaystyle {\ce {P(OCH3)3}}}                                                                      |
| {\displaystyle {\ce {C3H9O4P}}}   | Trimethylfosfaat ~ Formule: {\displaystyle {\ce {(CH3O)3PO}}}                                                          |
| {\displaystyle {\ce {C3H9P}}}     | Trimethylfosfaan ~ Formule: {\displaystyle {\ce {P(CH3)3}}} ~ Ook wel: Trimethylfosfine                                |

## C3H10
| Brutoformule                     | Naam                                                              |
| -------------------------------- | ----------------------------------------------------------------- |
| {\displaystyle {\ce {C3H10ClN}}} | Trimethylammoniumchloride ~ als zout van Trimethylamine           |
| {\displaystyle {\ce {C3H10N2}}}  | 1,2-Propaandiamine                                                |
| {\displaystyle {\ce {C3H10N2}}}  | 1,3-Propaandiamine                                                |
| {\displaystyle {\ce {C3H10OSi}}} | Trimethylsilanol {\displaystyle {\ce {(CH3)3SiOH}}} ~ als Silanol |